# Teatron (baroko)
Teatron je stavba v barokní zahradě, která sloužila jako hlediště. V zahradách se totiž hrávalo divadlo pod širým nebem. Teatrony bývají stupňovité s plastickou a malířskou dekorací.[zdroj?] Někdy se jednalo o pouhé výjevové seskupení soch.

## Příklady

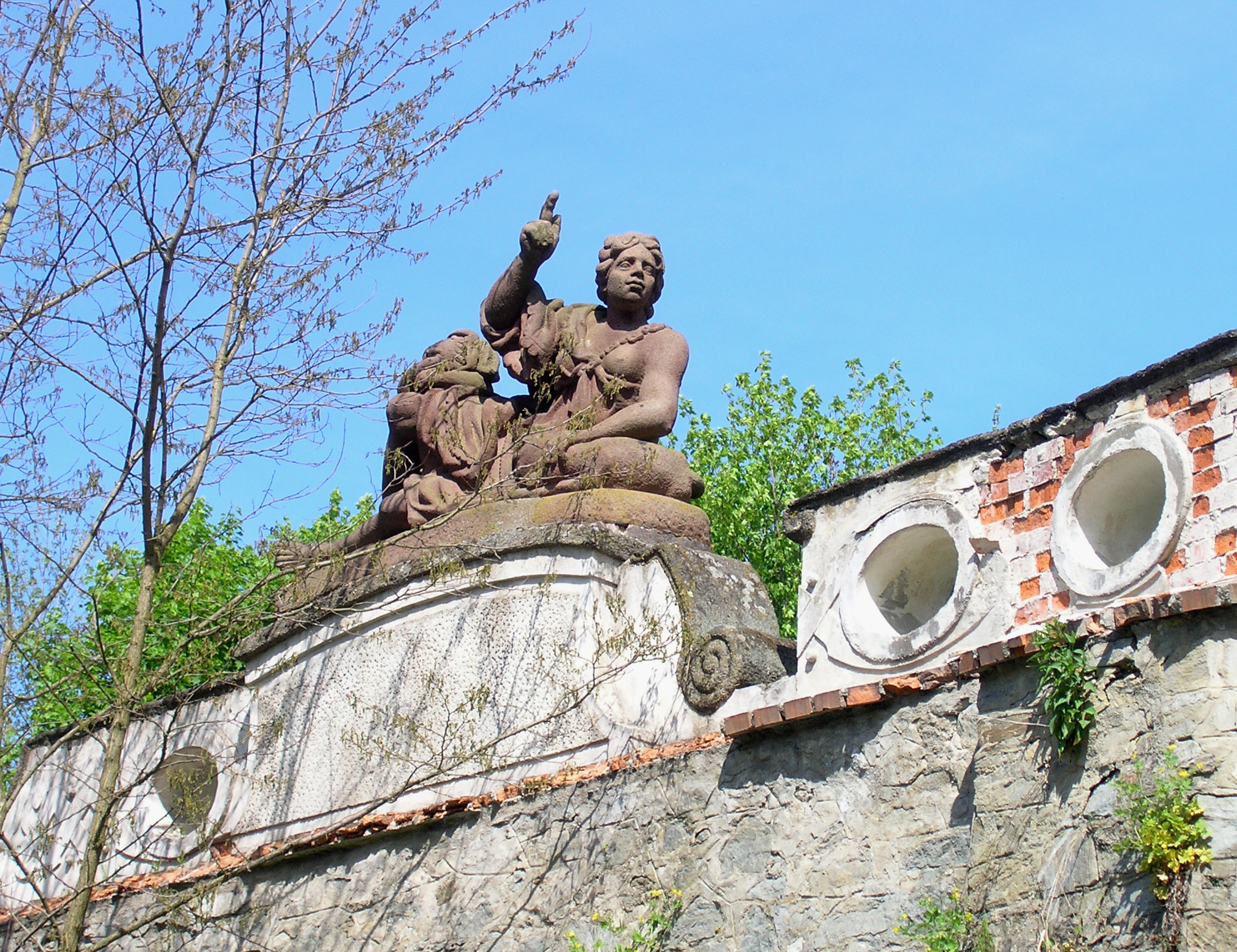
Diana v teatronu ve Smilkově

- v zahradě zámku Valeč – stupňovitá stavba s výklenky a hermovkami (plastikami) z konce 19. století. Zdejší teatron sloužil jako kulisa pro divadelní a hudební představení, turnaje na koních a zápasy.[3]
- zahrada zámku ve Smilkově – stupňovitá stavba divadelního charakteru s alegorickými sousošími z roku 1750.[4][5] Architekt tohoto teatronu je neznámý. Byl vystavěn z fundace hraběte Jana Jindřicha Bessingena. Sochařskou výzdobu vytvořil sochař „druhého řádu“ Lazar Widman (1687–1769). Widman zde sochami z červeného pískovce osadil schodiště vázami ukončenými orlími hlavami, putti, sochami Heraklů, Venuše s Kupidem, obelisky s koulemi a v centrální části kojí žena své dvě děti (Caritas).[5]
- Vrtbovská zahrada v Praze – zdejší zahrada byla vytvořena podle vzoru Františka Maxmiliana Kaňky[5] v době baroka a teatron nese ve své vrcholové partii.[zdroj?]
- Grébovka, neboli Havlíčkovy sady v Praze – zde se nachází teatron s fontánou a vodní kaskádou.[6]